# Хлапово (Великопольське воєводство)
Хлапово (пол. Chłapowo) — село в Польщі, у гміні Доміново Сьредського повіту Великопольського воєводства.
Населення — 123 особи (2011).

## Демографія
Демографічна структура станом на 31 березня 2011 року:
|          | Загалом | Допрацездатний вік | Працездатний вік | Постпрацездатний вік |
| -------- | ------- | ------------------ | ---------------- | -------------------- |
| Чоловіки | 54      | 13                 | 38               | 3                    |
| Жінки    | 69      | 14                 | 40               | 15                   |
| Разом    | 123     | 27                 | 78               | 18                   |